# Fagervikssjön
Fagervikssjön är en sjö i Sundsvalls kommun och Ånge kommun i Medelpad och ingår i Ljungans huvudavrinningsområde. Sjön är 24 meter djup, har en yta på 5,37 kvadratkilometer och är belägen 202 meter över havet. Sjön avvattnas av vattendraget Gimån.

## Delavrinningsområde
Fagervikssjön ingår i det delavrinningsområde (694995-153347) som SMHI kallar för Utloppet av Fagervikssjön. Medelhöjden är 240 meter över havet och ytan är 22,04 kvadratkilometer. Räknas de 398 avrinningsområdena uppströms in blir den ackumulerade arean 3 870,12 kvadratkilometer. Gimån som avvattnar avrinningsområdet har biflödesordning 2, vilket innebär att vattnet flödar genom totalt 2 vattendrag innan det når havet efter 97 kilometer. Avrinningsområdet består mestadels av skog (62 procent). Avrinningsområdet har 5,43 kvadratkilometer vattenytor vilket ger det en sjöprocent på 24,6 procent.